# Петър Илчев
Петър Стефанов Илчев е български езиковед, старобългарист, славист и индоевропеист.

## Биография
Роден е на 9 ноември 1927 г. в Ботевград в семейството на езиковеда Стефан Илчев. Завършва славянска филология в Софийския университет, след това – редовна аспирантура при проф. Кирил Мирчев.
Доцент по старобългарски език в Софийския университет, Пловдивския университет и Югозападния университет. През 1966 – 1967 г. е лектор по български език и култура в Ягелонския университет, Краков, Полша. Чел е лекции по старобългарски език, праславянски език, история на българския език, палеография. Основните му научни приноси са в изследването на глаголицата.
Умира на 4 януари 1995 г. в София.

## Основни трудове
- Българско-полски разговорник. София, 1961 (в съавторство с Тереса Домбек)
- „К вопросу о македонском языке и его истории“. – Балканско езикознание 11 (съвместно с П. Пенкова)
- „Към първоначалното състояние на глаголическата графична система“. – Език и литература, 1969, 24, № 5, с. 29–39.
- „Знакова мотивираност на глаголицата“. – Език и литература, 1972, 27, № 2, с. 16–14.
- „Структурни принципи на глаголическата графика“. – Старобългаристика, 1980.
- Текстова структура на Синайския псалтир. Във: Владимир И. Георгиев (ред.), Изследвания върху историята и диалектите на българския език. Сборник в памет на чл.-кор. Кирил Мирчев. София, БАН, с. 200–205.
- „Синайският псалтир и неговите писачи“. – Славянска палеография и дипломатика [vol. 1]. София: CIBAL, 1980, с. 89–95.
- „Азбуки, старобългарски“. – В: Петър Динеков (гл. ред.), Кирило-Методиевска енцикопедия, т. 1, София: БАН, с. 34–49.
- „Глаголица“. – В: Петър Динеков (гл. ред.), Кирило-Методиевска енцикопедия, т. 1, София: БАН, с. 491–509.
- Статии по палеославистика. По случай 90 години от рождението му. Под редакцията на А. Тотоманова и Т. Славова. София: Университетско издателство „Св. Климент Охридски“, 2018 ISBN 978-954-07-4347-9

## Преводи
- „Четиримата танкисти и кучето“ – полски сериен филм